# 1218 w polityce

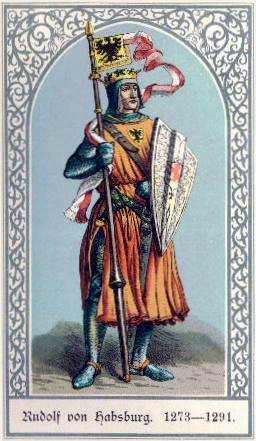
Rudolf I Habsburg

Wydarzenia polityczne w 1218 roku.

## Wydarzenia
- Al-Kamil został władcą Egiptu[1].

## Urodzili się
- Rudolf I Habsburg, cesarz rzymski[2].

## Zmarli
- Szymon z Montfort podczas oblężenia Tuluzy[3].